# Шведський дивізіон 1 з хокею 1954—1955
Дивізіон 1: 1954—1955 — 11-й сезон у «Дивізіон 1», що був на той час найвищою за рівнем клубною лігою у шведському хокеї з шайбою.
У чемпіонаті взяли участь 12 клубів, розділених на дві групи. Турнір проходив у два кола.
Переможцем змагань став клуб «Юргорден» ІФ (Стокгольм).

## Регулярний сезон

### Північна група
|   | Команда                   | І  | В | Н | П | Ш     | О  |
| - | ------------------------- | -- | - | - | - | ----- | -- |
| 1 | «Гаммарбю» ІФ (Стокгольм) | 10 | 6 | 1 | 3 | 40–23 | 13 |
| 2 | Євле ГІК                  | 10 | 5 | 2 | 3 | 42–28 | 12 |
| 3 | Лександс ІФ               | 10 | 5 | 1 | 4 | 48–36 | 11 |
| 4 | ІК «Йота» (Стокгольм)     | 10 | 5 | 1 | 4 | 40–39 | 11 |
| 5 | «Брюнес» ІФ (Євле)        | 10 | 5 | 0 | 5 | 25–46 | 10 |
| 6 | АІК Стокгольм             | 10 | 1 | 1 | 8 | 24–27 | 3  |

### Південна група
|   | Команда                   | І  | В  | Н | П | Ш      | О  |
| - | ------------------------- | -- | -- | - | - | ------ | -- |
| 1 | «Юргорден» ІФ (Стокгольм) | 10 | 10 | 0 | 0 | 83–16  | 20 |
| 2 | Седертельє СК             | 10 | 8  | 0 | 2 | 67–37  | 16 |
| 3 | Грумс ІК                  | 10 | 4  | 1 | 5 | 41–39  | 9  |
| 4 | ІФК Буфорс                | 10 | 3  | 2 | 5 | 41–40  | 8  |
| 5 | Вестерос ІК               | 10 | 3  | 0 | 7 | 38–60  | 6  |
| 6 | ІФК Стокгольм             | 10 | 0  | 1 | 9 | 27–105 | 1  |

## Фінал
- «Юргорден» (Стокгольм) – «Гаммарбю» ІФ (Стокгольм) 6–3, 11–2